# Марінос Ционіс
Марінос Ционіс (грец. Μαρίνος Τζιωνής, нар. 16 липня 2001, Нікосія, Кіпр) — кіпрський футболіст, півзахисник клубу [[]] та національної збірної Кіпру.

## Клубна кар'єра
Марінос Ционіс народився у місті Нікосія і є вихованцем місцевого клубу «Омонія». 13 травня 2018 року у віці 16 - ти років він дебютував у першій команді. Ционіс вийшов на поле у стартовому складі але вже на 31 - й хвилині гри його замінили. У сезоні 2020/21 Ционіс разом з клубом став чемпіоном країни.

## Збірна
Маріном Ционіс грав за юнацькі збірні Кіпру. У серпні 2020 року він отримав виклик до національної збірної Кіпру на матчі Ліги націй.

## Досягнення
Омонія
 Чемпіон Кіпру: 2020/21